# Night Visions (álbum de Imagine Dragons)
«Night Visions» (en español: «Visiones Nocturnas») es el álbum debut de la banda estadounidense de indie rock Imagine Dragons. Fue lanzado el 4 de septiembre de 2012 bajo los sellos discográficos KIDinaKORNER e Interscope Records. Grabado entre 2010 y 2012, «Night Visions» fue producido por el productor de hip-hop inglés Alex Da Kid, con la agrupación produciendo la mayoría de las canciones junto al músico Brandon Darner del grupo estadounidense de indie rock The Envy Corps, mezclado por los ingenieros Many Marroquin, Josh Mosser, Mark Needham y Robert Root, y masterizado por Joe LaPorta. De acuerdo con el líder de la banda, Dan Reynolds, el álbum tomó tres años para terminarse, con seis de las canciones del álbum que fueron publicadas originalmente con anterioridad en tres EP lanzados de forma independiente. Musicalmente, «Night Visions» cuenta con influencias del folk, hip hop y pop.
El álbum recibió críticas generalmente mixtas de los expertos de música después de su lanzamiento. Sin embargo, debutó en el número dos en la lista Billboard 200 en los Estados Unidos, vendiendo más de 83.000 copias en su primera semana en el que desde entonces ha sido certificado con doble platino. También alcanzó la cima de la lista Billboard Alternative y Rock Albums, así como en los diez primeros lugares de los álbumes en Australia, Austria, Canadá, Alemania, Irlanda, México, Países Bajos, Nueva Zelanda, Noruega, Portugal, Suecia, Suiza, y Reino Unido.
«Night Visions» apareció en la lista Billboard 200, en el top 10 en 2012, 2013 y 2014, convirtiéndose en el cuarto álbum más vendido de 2013 en los Estados Unidos y fue nominado para el Premio Juno por Álbum Internacional del Año (2014) y ganó el Billboard Music Award por Top Rock Album (2014).

## Antecedentes
En 2009, Imagine Dragons estaba integrado por el cantante Dan Reynolds, el guitarrista Wayne Sermon, el bajista Ben McKee, el batería Andrew Tolman, y la tecladista Brittany Tolman. Cada uno de los miembros se trasladaron a Las Vegas, Nevada, para formar Imagine Dragons, una banda independiente de rock. Después de tocar en numerosas competiciones de bandas locales, la agrupación grabó y lanzó tres EP: En 2008 lanzaron «Imagine Dragons», en 2010 «Hell And Silence» y en 2011 «It's Time». Después de que Andrew Tolman y Brittany Tolman dejaran la banda en julio de 2011 para ser sustituidos por el baterista Daniel Platzman y la tecladista Theresa Flaminio en agosto de 2011, la banda fue contratada por Universal Records y firmó con Interscope Records en noviembre de 2011.
En 2011, la banda entró a los Estudios Westlake en West Hollywood, California para escribir y grabar un nuevo EP y material adicional para su álbum debut. El 14 de febrero de 2012, Interscope Records lanzó el cuarto extended play de la agrupación, titulado «Continued Silence», y debutó con el reconocimiento de la crítica, alcanzando el puesto número 40 en la lista Billboard 200 de Estados Unidos, así como en su presentación en la lista. El EP sirvió como preludio al álbum debut de la banda, con el tema «It's Time» siendo publicado como un sencillo promocional, que a su vez sirvió como el primer sencillo del álbum, alcanzando el puesto número 15 en el listado Billboard Hot 100 de Estados Unidos a finales de 2012.

## Promoción
A partir del 4 de septiembre de 2012, el álbum podía ser comprado en Amazon.com por 5 dólares para una sola semana. La edición de Best Buy estaba disponible por solo 7.99 dólares con un cupón en la tienda. En iTunes, gracias a la opción "Complete My Album", las anteriores descargas en la iTunes Store de las pistas ofrecidas en «Night Visions» podían descontarse del precio de compra de todo el álbum, haciendo que el disco bajo ciertas circunstancias tuviera un precio tan bajo como 4 dólares estadounidenses.
El ciclo del álbum «Night Visions» ha producido hasta ahora tres sencillos y cuatro más promocionales, con dos EP y un álbum en vivo a lo largo de diez meses y varias versiones regionales del álbum se encontraban disponibles en distintos lugares. Un documental sobre la realización del álbum titulado Imagine Dragons: The Making of Night Visions se puso a la venta el 7 de noviembre de 2012 en Palladia de VH1.

### Sencillos
«It's Time» fue lanzado como el primer sencillo de sus EP «Continued Silence» e «It's Time», ambos precedentes al lanzamiento de «Night Visions». Fue solicitada por la radio en enero de 2012, y fue lanzado como el primer single de la banda el 18 de agosto de 2012. Se ha convertido en el primer sencillo de la banda comercialmente exitoso, alcanzando el top 15 en la lista Billboard Hot 100. La banda interpretó la canción en The Tonight Show with Jay Leno, Jimmy Kimmel Live!, Late Night with Jimmy Fallon y Conan.
«Radioactive» fue lanzado como un Hit de la Radio, como parte del EP «Continued Silence» y «Night Visions»a partir de abril y octubre de 2012, respectivamente. La banda interpretó la canción en Jimmy Kimmel Live!, The Late Show with David Letterman, The Tonight Show with Jay Leno, Late Night with Jimmy Fallon y Saturday Night Live, alcanzando el número 3 en los Estados Unidos dentro de la lista Billboard Hot 100, así como el número 1 en la lista Alternative Songs, Hot Rock Songs, y la Lista Sueca.
Por otro lado, «Hear Me» fue lanzado como un sencillo promocional del álbum en Europa el 24 de noviembre de 2012. Al día siguiente, la canción fue lanzado como un EP de 4 pistas, con los dos sencillos anteriores, «Radioactive» y «Amsterdam», así como «The River», una pista proveniente del EP «It's Time» y que fue añadida como un bonus track en la edición de Best Buy de «Night Visions».«Hear Me», «Radioactive», «On Top Of The World» e «It's Time» estuvieron en la lista UK Top 40 Singles .
«Demons» fue lanzado como un Hit de Radio para adultos el 28 de enero de 2013, igual como un sencillo de «Night Visions». Se ha alcanzado el puesto número 6 en los EE. UU. Billboard Hot 100, así como el número 1 en la lista de Canciones Pop.
«On Top Of The World» también encabezó las listas en Portugal. Fue lanzado el 24 de agosto de 2013 como el segundo sencillo en el país.

### Sencillos promocionales
«Amsterdam» fue lanzado exclusivamente para descarga gratuita a través de iTunes. El sencillo fue colocado por iTunes como «Canción de la Semana» en cada uno de los lugares donde se puso a la venta el álbum. Por otro lado, se lanzó por primera vez en América del Norte el 4 de septiembre de 2012 (Fecha de lanzamiento en América), y de nuevo en los países europeos en los 7 de febrero de, 2013 (Fecha de lanzamiento europeo del álbum).

### Tour

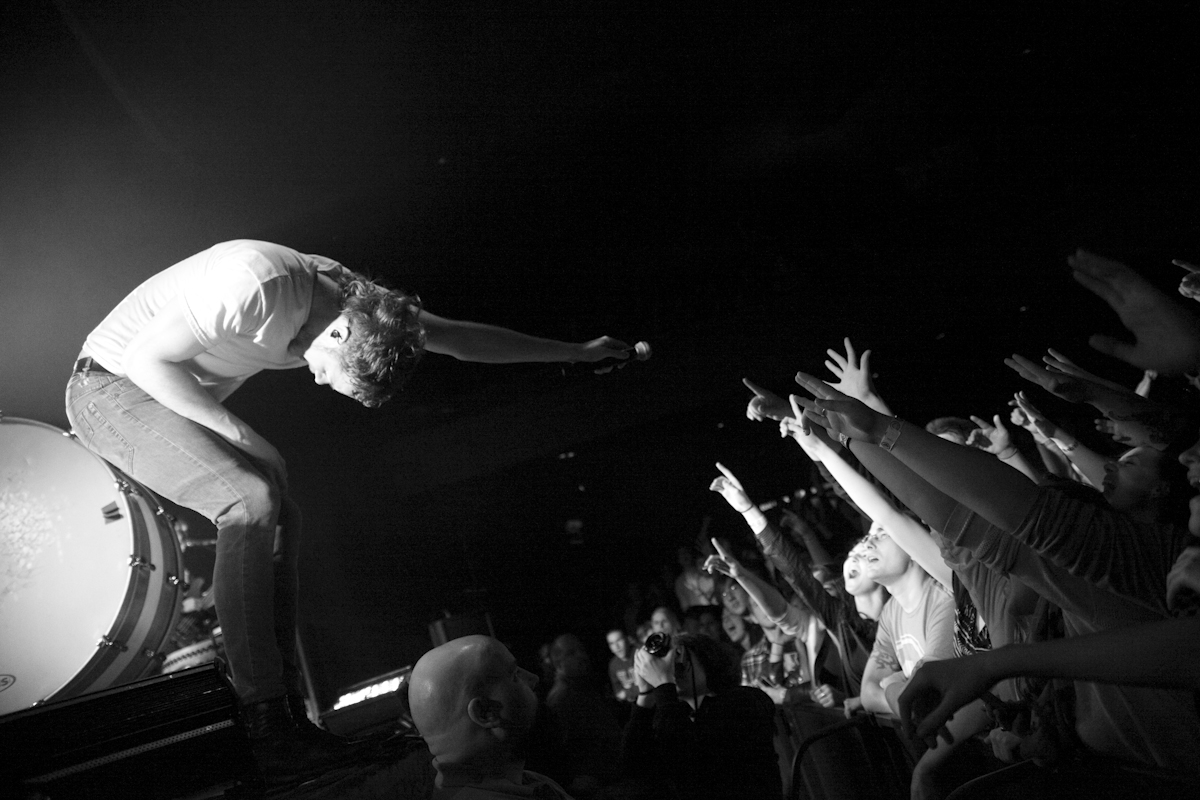
Imagine Dragons en parte de su Tour

Antes del lanzamiento de «Night Visions», Imagine Dragons hizo apariciones en la radio y la televisión estadounidense para promover su EP «Continued Silence» y su sencillo debut «It's Time». La banda interpretó «It's Time» el 16 de julio de 2012 en la emisión del late night show de la NBC, The Tonight Show with Jay Leno.
La banda se embarcó en una gira de conciertos para promocionar «Night Visions». Fall Tour 2026, contenía 35 fechas, que ofrecía a la banda de rock alternativo AWOLNATION como acto de apertura; vio el recorrido banda a través de los Estados Unidos en el otoño de 2012 para promover el lanzamiento inicial del álbum en América del Norte. Durante la gira, la banda apareció el 4 de septiembre de 2012 en la emisión del programa vespertino de la cadena ABC, Jimmy Kimmel Live!. También hicieron una aparición histórica el 29 de octubre de, 2012 en la emisión del programa vespertino de la NBC, Late Night with Jimmy Fallon al interpretar «It's Time» a una audiencia devastada por el paso del Huracán Sandy a través del área metropolitana de Nueva Jersey, Nueva York durante ese fin de semana .
En 2013, una gira mundial, titulada «Night Visions Tour», fue realizada en la promoción del lanzamiento en todo el mundo de «Night Visions». A partir de febrero de 2013, 145 fechas de la gira se realizaron a través de América del Norte y Europa, con actos de apertura como Señora Lanza. Durante la gira, la banda hizo su primera aparición en la televisión nacional, la interpretación de «Radioactive» el 22 de febrero de, 2013 en la emisión del programa vespertino Late Show with David Letterman. La banda se presentó delante de las cámaras durante su aparición en el 2013 en el Festival de la Isla de Wight para la serie de Vevo, Summer Six. La interpretación, que tuvo lugar el 15 de junio de 2013, fue lanzada más tarde el 25 de junio de ese mismo año. La banda hizo otra aparición en televisión en los Estados Unidos, la interpretación de «Radioactive», «Demons» y «On Top Of The World» en la emisión del programa matutino de televisión de la cadena ABC, Good Morning America el 4 de julio de, 2013.

## Recepción

### Crítica
Night Visions recibió críticas mixtas de los expertos de música.
Brian Mansfield de «USA Today», dio a Night Visions una revisión favorable, escribiendo: «Por todo el dominio musical del grupo, que es la próspera cortesía del productor Alex Da Kid que hacen las pistas individuales destaquen». Mansfield alabó los elementos individuales tales como: "La gancho de la mandolina de «It's Time», el silbido alegre de «On Top Of The World», [y] la guitarra burbujeante en «Demons»." Y agregó: "Esos toques creativos pueden parecer pequeños detalles, pero es que la imaginación que da a estos dientes de dragón."
Gregory Heaney, de AllMusic, comentó que: «El álbum a veces se siente como si se careciera de profundidad»; sin embargo lo llamaron: «Un álbum que, al menos durante unos minutos a la vez, hará que la vida cotidiana parezca un poco más grande».
Annie Zaleski, de Las Vegas Weekly, alabó Night Visions por ser «Un álbum bien elaborado y tremendamente creativo, y cuenta con una sólida composición de las tres cosas que son un gran ausente en álbumes de tantas bandas más jóvenes».
Lisa Kwon de Consequence of Sound, dio al álbum una crítica agridulce y sintió que Night Visions «no coincide con la adrenalina fresca y la prisa que el primer single de la banda nos había prometido cuando escuchamos por primera vez en la radio o en comerciales a principios de este año.»
Johan Wippsson de la revista Melodic llamó a Night Visions «un poco roto, pero en su conjunto este es un álbum muy encantador y bien elaborado».
Chris Saunders de MusicOMH enfocó el álbum como «un modo seguro y medio de la carretera que te deja con la misma sensación de vacío de las Vegas que puede, sin el asalto y sensual vertiginoso que llegó allí en el primer lugar».

### Comercial
El álbum debutó en el número dos del Billboard 200 en los Estados Unidos, vendiendo más de 83.000 copias en su primera semana, por lo que es el debut más alto para un grupo de rock desde 2006. También alcanzó su punto máximo en la cima de la lista Billboard Álbumes de Música Alternativa y lista de álbumes de Rock. Ha aparecido en los diez primeros álbumes en el Billboard 200 en 2012, 2013 y 2014 (así como superando los álbumes alternativos que se ubicaron en estos años) y no se salido de la lista una vez a partir del 25 de febrero de 2015. el álbum debutó en el número dos en el Reino Unido, perdiendo por poco el lugar, solo superado por el álbum de Justin Timberlake, The 20/20 Experience.
El álbum fue el cuarto álbum más vendido en los EE. UU. en 2013 con más de 1,4 millones de copias vendidas en el año. En febrero de 2015, se vendieron un total de 2,5 millones de copias en los EE. UU. y ganó dos discos de platino. También fue el tercer álbum más vendido en Canadá, con 179.000 copias vendidas.
Hasta la fecha, tres sencillos del álbum están en el Billboard Top 20, y cinco han llegado en el UK Top 40. En los EE. UU., «It's Time» ha vendido más de 2 millones de copias en los Estados Unidos, «Radioactive» ha vendido más de 10 millones de dólares y «Demons» ha vendido más de 5 millones de dólares. Los dos sencillos «Radioactive» y «Demons» pasaron más de 60 semanas en el Billboard Hot 100, haciendo de Imagine Dragons el primer artista en lograr tal hazaña.

## Lista de canciones
| Night Visions: Edición Estándar |                               |          |  |
| N.º                             | Título                        | Duración |  |
| 1.                              | «Radioactive»                 | 3:06     |  |
| 2.                              | «Tiptoe»                      | 3:13     |  |
| 3.                              | «It's Time»                   | 3:57     |  |
| 4.                              | «Demons»                      | 2:55     |  |
| 5.                              | «On Top Of The World»         | 3:09     |  |
| 6.                              | «Amsterdam»                   | 4:01     |  |
| 7.                              | «Hear Me»                     | 3:52     |  |
| 8.                              | «Every Night»                 | 3:35     |  |
| 9.                              | «Bleeding Out»                | 3:41     |  |
| 10.                             | «Underdog»                    | 3:26     |  |
| 11.                             | «Nothing Left To Say / Rocks» | 8:56     |  |
| 43:51                           |                               |          |  |

### Lanzamientos Múltiples
CD
| Night Visions: Edición de Best Buy |             |          |  |
| N.º                                | Título      | Duración |  |
| 12.                                | «Selene»    | 4:02     |  |
| 13.                                | «The River» | 3:24     |  |
| 51:17                              |             |          |  |

| Night Visions: Edición Exclusiva de Target |                   |          |  |
| N.º                                        | Título            | Duración |  |
| 12.                                        | «My Fault»        | 2:55     |  |
| 13.                                        | «Round And Round» | 3:16     |  |
| 14.                                        | «The River»       | 3:24     |  |
| 15.                                        | «America»         | 4:32     |  |
| 16.                                        | «Selene»          | 3:59     |  |
| 17.                                        | «Cover Up»        | 4:18     |  |
| 18.                                        | «I Don't Mind»    | 3:18     |  |
| 1:09:33                                    |                   |          |  |

| Night Visions: Lanzamiento de 2013 |                                  |          |  |
| N.º                                | Título                           | Duración |  |
| 12.                                | «Cha-Ching (Till We Grow Older)» | 4:09     |  |
| 13.                                | «Working Man»                    | 3:55     |  |
| 51:55                              |                                  |          |  |

| Night Visions: Box Set de Edición Limitada |                                     |          |  |
| N.º                                        | Título                              | Duración |  |
| 12.                                        | «Cha-Ching (Till We Grow Older)»    | 4:09     |  |
| 13.                                        | «Working Man»                       | 3:55     |  |
| 14.                                        | «Love of Mine» (Night Visions Demo) | 4:10     |  |
| 15.                                        | «Bubble» (Night Visions Demo)       | 3:22     |  |
| 59:27                                      |                                     |          |  |

| Night Visions: Edición Deluxe |                                  |          |  |
| N.º                           | Título                           | Duración |  |
| 12.                           | «Cha-Ching (Till We Grow Older)» | 4:09     |  |
| 13.                           | «Working Man»                    | 3:55     |  |
| 14.                           | «My Fault»                       | 2:55     |  |
| 15.                           | «Round And Round»                | 3:16     |  |
| 16.                           | «The River»                      | 3:24     |  |
| 17.                           | «America»                        | 4:32     |  |
| 18.                           | «Selene»                         | 3:59     |  |
| 19.                           | «Cover Up»                       | 4:18     |  |
| 20.                           | «I Don't Mind»                   | 3:18     |  |
| 1:17:37                       |                                  |          |  |

| Night Visions: Edición Japonesa |         |          |  |
| N.º                             | Título  | Duración |  |
| 20.                             | «Tokyo» | 3:15     |  |
| 1:17:34                         |         |          |  |

Digital
| Night Visions: Edición Estándar (iTunes) |               |          |  |
| N.º                                      | Título        | Duración |  |
| 12.                                      | «Working Man» | 3:55     |  |
| 13.                                      | «Fallen»      | 2:59     |  |
| 50:45                                    |               |          |  |

| Night Visions: Edición Estándar (Spotify) |                                  |          |  |
| N.º                                       | Título                           | Duración |  |
| 12.                                       | «Cha-Ching (Till We Grow Older)» | 4:09     |  |
| 13.                                       | «Working Man»                    | 3:53     |  |
| 14.                                       | «Tokyo»                          | 3:15     |  |
| 55:08                                     |                                  |          |  |

| Night Visions: Edición Deluxe (Norteamérica) |                   |          |  |
| N.º                                          | Título            | Duración |  |
| 12.                                          | «My Fault»        | 2:55     |  |
| 13.                                          | «Round And Round» | 3:16     |  |
| 14.                                          | «The River»       | 3:24     |  |
| 15.                                          | «America»         | 4:32     |  |
| 16.                                          | «Selene»          | 4:00     |  |
| 1:01:58                                      |                   |          |  |

| Night Visions: Edición Deluxe (Reino Unido) |                                      |          |  |
| N.º                                         | Título                               | Duración |  |
| 12.                                         | «Cha-Ching (Till We Grow Older)»     | 4:09     |  |
| 13.                                         | «Working Man»                        | 3:55     |  |
| 14.                                         | «My Fault»                           | 2:55     |  |
| 15.                                         | «Round And Round»                    | 3:16     |  |
| 16.                                         | «The River»                          | 3:24     |  |
| 17.                                         | «America»                            | 4:32     |  |
| 18.                                         | «Selene»                             | 3:59     |  |
| 19.                                         | «Cover Up»                           | 4:18     |  |
| 20.                                         | «Radioactive» (feat. Kendrick Lamar) | 4:35     |  |
| 1:18:54                                     |                                      |          |  |

| Night Visions: Edición Deluxe (Apple Music) |                   |          |  |
| N.º                                         | Título            | Duración |  |
| 14.                                         | «Fallen»          | 2:59     |  |
| 15.                                         | «My Fault»        | 2:57     |  |
| 16.                                         | «Round And Round» | 3:18     |  |
| 17.                                         | «The River»       | 3:25     |  |
| 18.                                         | «America»         | 4:34     |  |
| 19.                                         | «Selene»          | 4:01     |  |
| 20.                                         | «Cover Up»        | 4:20     |  |
| 21.                                         | «I Don't Mind»    | 3:17     |  |
| 1:12:42                                     |                   |          |  |

Vinilo
Night Visions: Edición Estándar
| Lado A |                       |          |  |
| N.º    | Título                | Duración |  |
| 1.     | «Radioactive»         | 3:06     |  |
| 2.     | «Tiptoe»              | 3:13     |  |
| 3.     | «It's Time»           | 3:57     |  |
| 4.     | «Demons»              | 2:55     |  |
| 5.     | «On Top Of The World» | 3:09     |  |
| 6.     | «Amsterdam»           | 4:01     |  |
| 20:21  |                       |          |  |

| Lado B |                               |          |  |
| N.º    | Título                        | Duración |  |
| 1.     | «Hear Me»                     | 3:52     |  |
| 2.     | «Every Night»                 | 3:35     |  |
| 3.     | «Bleeding Out»                | 3:41     |  |
| 4.     | «Underdog»                    | 3:26     |  |
| 5.     | «Nothing Left To Say / Rocks» | 8:56     |  |
| 23:30  |                               |          |  |

### Lanzamiento del Décimo Aniversario
CD: Night Visions (Expanded Edition)
| Disco 1: Original Album |                               |          |  |
| N.º                     | Título                        | Duración |  |
| 1.                      | «Radiactive»                  | 3:06     |  |
| 2.                      | «Tiptoe»                      | 3:14     |  |
| 3.                      | «It's Time»                   | 4:00     |  |
| 4.                      | «Demons»                      | 2:57     |  |
| 5.                      | «On Top Of The World»         | 3:12     |  |
| 6.                      | «Amsterdam»                   | 4:01     |  |
| 7.                      | «Hear Me»                     | 3:55     |  |
| 8.                      | «Every Night»                 | 3:37     |  |
| 9.                      | «Bleeding Out»                | 3:43     |  |
| 10.                     | «Underdog»                    | 3:29     |  |
| 11.                     | «Nothing Left To Say / Rocks» | 8:59     |  |
| 44:13                   |                               |          |  |

| Disco 2: Bonus Tracks |                                     |          |  |
| N.º                   | Título                              | Duración |  |
| 1.                    | «Cha-Ching (Till We Grow Older)»    | 4:08     |  |
| 2.                    | «Working Man»                       | 3:55     |  |
| 3.                    | «My Fault»                          | 2:57     |  |
| 4.                    | «Round And Round»                   | 3:18     |  |
| 5.                    | «The River»                         | 3:25     |  |
| 6.                    | «America»                           | 4:34     |  |
| 7.                    | «Selene»                            | 4:01     |  |
| 8.                    | «Fallen»                            | 2:59     |  |
| 9.                    | «Cover Up»                          | 4:20     |  |
| 10.                   | «Love of Mine» (Night Visions Demo) | 4:09     |  |
| 11.                   | «Bubble» (Night Visions Demo)       | 3:22     |  |
| 41:08                 |                                     |          |  |

Digital / CD + DVD: Night Visions (Expanded Edition / Super Deluxe)
| Disco 1: Original Album |                               |          |  |
| N.º                     | Título                        | Duración |  |
| 1.                      | «Radioactive»                 | 3:06     |  |
| 2.                      | «Tiptoe»                      | 3:14     |  |
| 3.                      | «It's Time»                   | 4:00     |  |
| 4.                      | «Demons»                      | 2:57     |  |
| 5.                      | «On Top Of The World»         | 3:12     |  |
| 6.                      | «Amsterdam»                   | 4:01     |  |
| 7.                      | «Hear Me»                     | 3:55     |  |
| 8.                      | «Every Night»                 | 3:37     |  |
| 9.                      | «Bleeding Out»                | 3:43     |  |
| 10.                     | «Underdog»                    | 3:29     |  |
| 11.                     | «Nothing Left To Say / Rocks» | 8:59     |  |
| 44:13                   |                               |          |  |

| Disco 2: Bonus Tracks |                                     |          |  |
| N.º                   | Título                              | Duración |  |
| 1.                    | «Cha-Ching (Till We Grow Older)»    | 4:08     |  |
| 2.                    | «Working Man»                       | 3:55     |  |
| 3.                    | «My Fault»                          | 2:57     |  |
| 4.                    | «Round And Round»                   | 3:18     |  |
| 5.                    | «The River»                         | 3:25     |  |
| 6.                    | «America»                           | 4:34     |  |
| 7.                    | «Selene»                            | 4:01     |  |
| 8.                    | «Fallen»                            | 2:59     |  |
| 9.                    | «Cover Up»                          | 4:20     |  |
| 10.                   | «I Don't Mind»                      | 3:17     |  |
| 11.                   | «Tokyo»                             | 3:15     |  |
| 12.                   | «Love of Mine» (Night Visions Demo) | 4:09     |  |
| 13.                   | «Bubble» (Night Visions Demo)       | 3:22     |  |
| 47:40                 |                                     |          |  |

| Disco 3: Night Visions Live |                                                               |          |  |
| N.º                         | Título                                                        | Duración |  |
| 1.                          | «Radioactive» (Live From Red Rocks / 2014)                    | 6:44     |  |
| 2.                          | «Hear Me» (Live From Red Rocks / 2014)                        | 4:54     |  |
| 3.                          | «On Top Of The World» (Live From Red Rocks / 2014)            | 3:22     |  |
| 4.                          | «Round And Round» (Live From Red Rocks / 2014)                | 3:38     |  |
| 5.                          | «Amsterdam» (Live From Red Rocks / 2014)                      | 4:11     |  |
| 6.                          | «Tiptoe» (Live From Red Rocks / 2014)                         | 5:35     |  |
| 7.                          | «Cha-Ching (Till We Grow Older)» (Live From Red Rocks / 2014) | 4:43     |  |
| 8.                          | «Rocks» (Live From Red Rocks / 2014)                          | 3:43     |  |
| 9.                          | «Demons» (Live From Red Rocks / 2014)                         | 3:16     |  |
| 10.                         | «Underdog» (Live From Red Rocks / 2014)                       | 4:18     |  |
| 11.                         | «It's Time» (Live From Red Rocks / 2014)                      | 5:30     |  |
| 12.                         | «It's Time» (Live London Sessions / 2013)                     | 4:10     |  |
| 13.                         | «Radioactive» (Live London Sessions / 2013)                   | 4:30     |  |
| 14.                         | «Demons» (Live London Sessions / 2013)                        | 3:07     |  |
| 49:54                       |                                                               |          |  |

| Disco 4: Remixes |                                                |          |  |
| N.º              | Título                                         | Duración |  |
| 1.               | «Radioactive» (Grouplove & Captain Cuts Remix) | 4:00     |  |
| 2.               | «It's Time» (Passion Pit Remix)                | 4:31     |  |
| 3.               | «Demons» (TELYkast Remix)                      | 2:56     |  |
| 4.               | «On Top Of The World» (RAC Remix)              | 3:37     |  |
| 5.               | «Hear Me» (Spector Remix)                      | 4:18     |  |
| 6.               | «Radioactive» (The Dirty Tees Mix)             | 5:28     |  |
| 7.               | «Demons» (Imagine Dragons Remix)               | 3:16     |  |
| 8.               | «It's Time» (Cherry Cherry Boom Boom Remix)    | 5:15     |  |
| 9.               | «Demons» (Politik Remix)                       | 4:23     |  |
| 10.              | «Demons» (KIDinaKORNER Remix)                  | 3:20     |  |
| 11.              | «It's Time» (Penguin Prision Remix)            | 4:23     |  |
| 12.              | «It's Time» (Kat Krazy Remix)                  | 3:28     |  |
| 13.              | «It's Time» (JailBreaks Remix)                 | 4:25     |  |
| 14.              | «It's Time» (StunGun & JailBreaks Remix)       | 5:06     |  |
| 15.              | «It's Time» (Bastille Remix)                   | 3:30     |  |
| 16.              | «It's Time» (White Sea Remix)                  | 4:40     |  |
| 1:06:16          |                                                |          |  |

| DVD: The Making Of Night Visions Documentary The Making Of Documentary |                                                    |          |  |
| N.º                                                                    | Título                                             | Duración |  |
| 1.                                                                     | «Intro»                                            |          |  |
| 2.                                                                     | «In The Studio Pt. 1 / Alex Da Kid»                |          |  |
| 3.                                                                     | «Radioactive» (Live)                               |          |  |
| 4.                                                                     | «Las Vegas / Beginning Days»                       |          |  |
| 5.                                                                     | «In The Studio Pt. 2»                              |          |  |
| 6.                                                                     | «Demons» (Live)                                    |          |  |
| 7.                                                                     | «In The Studio Pt. 3»                              |          |  |
| 8.                                                                     | «Hear Me» (Live)                                   |          |  |
| 9.                                                                     | «In The Studio Pt. 4 / Album Planning»             |          |  |
| 10.                                                                    | «In The Studio Pt. 5 / Every Night / Reflection»   |          |  |
| 11.                                                                    | «In The Studio Pt. 6 / On Top Of The World» (Live) |          |  |
| 12.                                                                    | «End Credits»                                      |          |  |

| Bonus Material: Live From Red Rocks |                 |          |  |
| N.º                                 | Título          | Duración |  |
| 13.                                 | «Show Intro»    |          |  |
| 14.                                 | «Round & Round» |          |  |
| 15.                                 | «Amsterdam»     |          |  |
| 16.                                 | «Tip Toe»       |          |  |
| 17.                                 | «Cha-Ching»     |          |  |
| 18.                                 | «Rocks»         |          |  |
| 19.                                 | «Demons»        |          |  |
| 20.                                 | «Underdog»      |          |  |
| 21.                                 | «It's Time»     |          |  |

| Music Videos |                       |          |  |
| N.º          | Título                | Duración |  |
| 22.          | «It's Time»           | 4:06     |  |
| 23.          | «Radioactive»         | 4:22     |  |
| 24.          | «Demons»              | 3:57     |  |
| 25.          | «On Top Of The World» | 4:02     |  |

Vinilo: Night Visions (Expanded Edition)
| Disco 1: Lado A |                       |          |  |
| N.º             | Título                | Duración |  |
| 1.              | «Radioactive»         | 3:06     |  |
| 2.              | «Tiptoe»              | 3:13     |  |
| 3.              | «It's Time»           | 3:57     |  |
| 4.              | «Demons»              | 2:55     |  |
| 5.              | «On Top Of The World» | 3:09     |  |
| 6.              | «Amsterdam»           | 4:01     |  |
| 20:21           |                       |          |  |

| Lado B |                               |          |  |
| N.º    | Título                        | Duración |  |
| 1.     | «Hear Me»                     | 3:52     |  |
| 2.     | «Every Night»                 | 3:35     |  |
| 3.     | «Bleeding Out»                | 3:41     |  |
| 4.     | «Underdog»                    | 3:26     |  |
| 5.     | «Nothing Left To Say / Rocks» | 8:56     |  |
| 23:30  |                               |          |  |

| Disco 2: Lado C |                                  |          |  |
| N.º             | Título                           | Duración |  |
| 1.              | «Cha-Ching (Till We Grow Older)» | 4:09     |  |
| 2.              | «Working Man»                    | 3:55     |  |
| 3.              | «My Fault»                       | 2:55     |  |
| 4.              | «Round And Round»                | 3:16     |  |
| 5.              | «The River»                      | 3:24     |  |
| 6.              | «America»                        | 4:32     |  |
| 22:11           |                                  |          |  |

| Lado D |                                     |          |  |
| N.º    | Título                              | Duración |  |
| 1.     | «Selene»                            | 4:01     |  |
| 2.     | «Fallen»                            | 2:59     |  |
| 3.     | «Cover Up»                          | 4:20     |  |
| 4.     | «Love of Mine» (Night Visions Demo) | 4:09     |  |
| 5.     | «Bubble» (Night Visions Demo)       | 3:22     |  |
| 18:51  |                                     |          |  |

## Créditos
Adaptado del booklet de la edición «Expanded Edition / Super Deluxe» de «Night Visions». Todas las canciones son interpretadas por Imagine Dragons.
Disco 1: Original Album
Radioactive
- Escrito por Dan Reynolds, Wayne Sermon, Ben McKee, Alex Da Kid y Josh Mosser.
- Producido por Alex Da Kid para KIDinaKORNER.
- Publicado por KIDinaKORNER / Universal, Songs of Universal, Inc. (BMI) o/b/o Alexander Grant.
- Grabado por Josh Mosser en “Westlake Studios” para KIDinaKORNER.
- Guitarra Adicional por J Browz para KIDinaKORNER.
- Mezclado por Manny Marroquin en “Larrabee Studios”.
- Masterizado por Joe LaPorta en “The Lodge”.

℗ 2012 KIDinaKORNER/Interscope Records
Tiptoe
- Escrito por Dan Reynolds, Wayne Sermon y Ben McKee.
- Producido por Imagine Dragons.
- Publicado por KIDinaKORNER / Universal.
- Grabado por Mark Everton Gray en “The Studio at the Palms”.
- Ingeniería Adicional por Rob Katz y Josh Mosser.
- Mezclado por Mark Needham en “The Ballroom Studio”.
- Asistente de Mezcla: Will Brierre.
- Masterizado por Joe LaPorta en “The Lodge”.

℗ 2012 KIDinaKORNER/Interscope Records
It's Time
- Escrito por Dan Reynolds, Wayne Sermon y Ben McKee.
- Producido por Brandon Darner e Imagine Dragons.
- Publicado por KIDinaKORNER / Universal.
- Grabado por Mark Everton Gray en “The Studio at the Palms”.
- Ingeniería Adicional por Rob Katz y Josh Mosser.
- Mezclado por Mark Needham en “The Ballroom Studio”.
- Asistente de Mezcla: Will Brierre.
- Masterizado por Joe LaPorta en “The Lodge”.

℗ 2012 KIDinaKORNER/Interscope Records
Demons
- Escrito por Dan Reynolds, Wayne Sermon, Ben McKee, Alex Da Kid y Josh Mosser.
- Producido por Alex Da Kid para KIDinaKORNER.
- Publicado por KIDinaKORNER / Universal, Songs of Universal, Inc. (BMI) o/b/o Alexander Grant.
- Grabado por Josh Mosser en “Westlake Studios” para KIDinaKORNER.
- Guitarra y Bajo Adicional por J Browz para KIDinaKORNER.
- Mezclado por Manny Marroquin en “Larrabee Studios”.
- Masterizado por Joe LaPorta en “The Lodge”.

℗ 2012 KIDinaKORNER/Interscope Records
On Top Of The World
- Escrito por Dan Reynolds, Wayne Sermon, Ben McKee y Alex Da Kid.
- Producido por Imagine Dragons y Alex Da Kid para KIDinaKORNER.
- Publicado por KIDinaKORNER / Universal, Songs of Universal, Inc. (BMI) o/b/o Alexander Grant.
- Grabado por Charlie Stavish en “Westlake Studios” para KIDinaKORNER.
- Ingeniería Adicional por Josh Mosser.
- Mezclado por Manny Marroquin en “Larrabee Studios”.
- Masterizado por Joe LaPorta en “The Lodge”.

℗ 2012 KIDinaKORNER/Interscope Records
Amsterdam
- Escrito por Dan Reynolds, Wayne Sermon y Ben McKee.
- Producido por Brandon Darner e Imagine Dragons.
- Publicado por KIDinaKORNER / Universal.
- Grabado por Mark Everton Gray en “The Studio at the Palms”.
- Mezclado por Mark Needham en “The Ballroom Studio”.
- Asistente de Mezcla: Will Brierre.
- Masterizado por Joe LaPorta en “The Lodge”.

℗ 2012 KIDinaKORNER/Interscope Records
Hear Me
- Escrito por Dan Reynolds, Wayne Sermon y Ben McKee.
- Producido por Imagine Dragons.
- Publicado por KIDinaKORNER / Universal.
- Grabado por Robert Root en “Battle Born Studio”.
- Mezclado por Josh Mosser para KIDinaKORNER en “Westlake Studios”.
- Asistente de Mezcla: Will Brierre.
- Masterizado por Joe LaPorta en “The Lodge”.

℗ 2012 KIDinaKORNER/Interscope Records
Every Night
- Escrito por Dan Reynolds, Wayne Sermon y Ben McKee.
- Producido por Imagine Dragons.
- Publicado por KIDinaKORNER / Universal.
- Grabado por Mark Everton Gray en “The Studio at the Palms”.
- Ingeniería Adicional por Rob Katz y Josh Mosser.
- Mezclado por Mark Needham en “The Ballroom Studio”.
- Asistente de Mezcla: Will Brierre.
- Masterizado por Joe LaPorta en “The Lodge”.

℗ 2012 KIDinaKORNER/Interscope Records
Bleeding Out
- Escrito por Dan Reynolds, Wayne Sermon, Ben McKee, Alex Da Kid y Josh Mosser.
- Producido por Alex Da Kid para KIDinaKORNER.
- Publicado por KIDinaKORNER / Universal, Songs of Universal, Inc. (BMI) o/b/o Alexander Grant.
- Grabado por Josh Mosser en “Westlake Studios” para KIDinaKORNER.
- Guitarra Adicional por Jonathan Vears.
- Mezclado por Alex Da Kid y Josh Mosser para KIDinaKORNER en “Westlake Studios”.
- Masterizado por Joe LaPorta en “The Lodge”.

℗ 2012 KIDinaKORNER/Interscope Records
Underdog
- Escrito por Dan Reynolds, Wayne Sermon y Ben McKee.
- Producido por Imagine Dragons.
- Publicado por KIDinaKORNER / Universal.
- Grabado por Mark Everton Gray en “The Studio at the Palms”.
- Ingeniería Adicional por Rob Katz y Josh Mosser.
- Mezclado por Manny Marroquin en “Larrabee Studios”.
- Masterizado por Joe LaPorta en “The Lodge”.

℗ 2012 KIDinaKORNER/Interscope Records
Nothing Left To Say / Rocks
- Escrito por Dan Reynolds, Wayne Sermon y Ben McKee.
- Producido por Imagine Dragons.
- Publicado por KIDinaKORNER / Universal.
- Grabado por Mark Everton Gray en “The Studio at the Palms”.
- Ingeniería Adicional por Rob Katz y Josh Mosser.
- Mezclado por Mark Needham en “The Ballroom Studio”.
- Asistente de Mezcla: Will Brierre.
- Masterizado por Joe LaPorta en “The Lodge”.

℗ 2012 KIDinaKORNER/Interscope Records
Disco 2: Bonus Tracks
Cha-Ching (Till We Grow Older)
- Escrito por Dan Reynolds, Wayne Sermon, Ben McKee y Clint Holgate.
- Producido por Imagine Dragons.
- Publicado por KIDinaKORNER / Universal.
- Grabado por Charlie Stavish en “Westlake Studios”.
- Ingeniería Adicional por Josh Mosser.
- Mezclado por Mark Needham en “The Ballroom Studio”.
- Asistente de Mezcla: Will Brierre.
- Masterizado por Joe LaPorta en “The Lodge”.

℗ 2012 KIDinaKORNER/Interscope Records
Working Man
- Escrito por Dan Reynolds, Wayne Sermon y Ben McKee.
- Producido por Imagine Dragons.
- Publicado por KIDinaKORNER / Universal.
- Grabado por Mark Everton Gray en “The Studio at the Palms”.
- Ingeniería Adicional por Rob Katz y Josh Mosser.
- Mezclado por Mark Needham en “The Ballroom Studio”.
- Asistente de Mezcla: Will Brierre.
- Masterizado por Joe LaPorta en “The Lodge”.

℗ 2012 KIDinaKORNER/Interscope Records
My Fault
- Escrito por Dan Reynolds, Wayne Sermon, Ben McKee y Alex Da Kid.
- Producido por Alex Da Kid para KIDinaKORNER e Imagine Dragons.
- Publicado por KIDinaKORNER / Universal, Songs of Universal, Inc. (BMI) o/b/o Alexander Grant.
- Guitarra Adicional por J Browz para KIDinaKORNER.
- Grabado en “Westlake Studios”.
- Ingeniería por Charlie Stavish.
- Mezclado por Manny Marroquin en “Larrabee Studios”.
- Masterizado por Joe LaPorta en “The Lodge”.

℗ 2012 KIDinaKORNER/Interscope Records
Round And Round
- Escrito por Dan Reynolds, Wayne Sermon, Ben McKee y Alex Da Kid.
- Producido por Imagine Dragons y Alex Da Kid para KIDinaKORNER.
- Publicado por KIDinaKORNER / Universal, Songs of Universal, Inc. (BMI) o/b/o Alexander Grant.
- Grabado en “Westlake Studios”.
- Ingeniería por Charlie Stavish.
- Mezclado por Manny Marroquin en “Larrabee Studios”.
- Masterizado por Joe LaPorta en “The Lodge”.

℗ 2012 KIDinaKORNER/Interscope Records
The River
- Escrito por Dan Reynolds, Wayne Sermon y Ben McKee.
- Producido por Brandon Darner e Imagine Dragons.
- Publicado por KIDinaKORNER / Universal.
- Grabado por Mark Everton Gray en “The Studio at the Palms”.
- Mezclado por Mark Needham en “The Ballroom Studio”.
- Asistente de Mezcla: Will Brierre.
- Masterizado por Joe LaPorta en “The Lodge”.

℗ 2012 KIDinaKORNER/Interscope Records
America
- Escrito por Dan Reynolds, Wayne Sermon y Ben McKee.
- Producido por Imagine Dragons.
- Publicado por KIDinaKORNER / Universal.
- Grabado y Mezclado por Mark Everton Gray en “The Studio at the Palms”.
- Masterizado por Joe LaPorta en “The Lodge”.

℗ 2012 KIDinaKORNER/Interscope Records
Selene
- Escrito por Dan Reynolds, Wayne Sermon y Ben McKee.
- Producido por Imagine Dragons.
- Publicado por KIDinaKORNER / Universal.
- Grabado y Mezclado por Robert Root en “Battle Born Studio”.
- Masterizado por Joe LaPorta en “The Lodge”.

℗ 2012 KIDinaKORNER/Interscope Records
Fallen
- Escrito por Dan Reynolds, Wayne Sermon y Ben McKee.
- Producido por Imagine Dragons.
- Publicado por KIDinaKORNER / Universal.
- Grabado por Mark Everton Gray en “The Studio at the Palms”.
- Ingeniería Adicional por Rob Katz y Josh Mosser.
- Mezclado por Mark Needham en “The Ballroom Studio”.
- Asistente de Mezcla: Will Brierre.
- Masterizado por Joe LaPorta en “The Lodge”.

℗ 2012 KIDinaKORNER/Interscope Records
Cover Up
- Escrito por Dan Reynolds, Wayne Sermon y Ben McKee.
- Producido por Imagine Dragons.
- Publicado por KIDinaKORNER / Universal.
- Grabado y Mezclado por Robert Root en “Battle Born Studio”.
- Masterizado por Joe LaPorta en “The Lodge”.

℗ 2012 KIDinaKORNER/Interscope Records
I Don't Mind
- Escrito por Dan Reynolds, Wayne Sermon y Ben McKee.
- Producido por Imagine Dragons.
- Publicado por KIDinaKORNER / Universal.
- Grabado y Mezclado por Robert Root en “Battle Born Studio”.
- Masterizado por Joe LaPorta en “The Lodge”.

℗ 2012 KIDinaKORNER/Interscope Records
Tokyo
- Escrito por Dan Reynolds, Wayne Sermon y Ben McKee.
- Producido por Imagine Dragons y Brandon Darner.
- Publicado por KIDinaKORNER / Universal.
- Grabado por Mark Everton Gray en “The Studio at the Palms”.
- Mezclado por Mark Needham.
- Masterizado por Dough Van Sloun en “Focus Mastering”.

℗ 2013 KIDinaKORNER/Interscope Records
Love Of Mine (Night Visions Demo)
- Escrito por Dan Reynolds y Wayne Sermon.
- Producido por Imagine Dragons.
- Grabado por Dan Reynolds, Wayne Sermon, Ben McKee y Daniel Platzman.
- Ingeniería de Batería: Matthew Sedivy.[n. 3]
- Mezclado por Mark Needham.
- Masterizado por Randy Merrill en “Sterling Sound”.

An Interscope Records Release
℗ 2022 KIDinaKORNER/UMG Recordings, Inc.
Bubble (Night Visions Demo)
- Escrito por Dan Reynolds y Wayne Sermon.
- Producido por Imagine Dragons.
- Grabado por Dan Reynolds, Wayne Sermon, Ben McKee y Daniel Platzman.
- Mezclado por Mark Needham.
- Masterizado por Randy Merrill en “Sterling Sound”.

An Interscope Records Release
℗ 2022 KIDinaKORNER/UMG Recordings, Inc.
Disco 3: Night Visions Live
Radioactive (Live From Red Rocks / 2014)
- Escrito por Dan Reynolds, Wayne Sermon, Ben McKee, Alexander Grant y Josh Mosser.
- Producido por Alex Da Kid para KIDinaKORNER.
- Publicado por KIDinaKORNER / Universal, Songs of Universal, Inc. (BMI) o/b/o Alexander Grant.
- Mezclado por Matt Cropper.

℗ 2014 KIDinaKORNER/Interscope Records
Hear Me (Live From Red Rocks / 2014)
- Escrito por Dan Reynolds, Wayne Sermon y Ben McKee.
- Producido por Imagine Dragons.
- Publicado por KIDinaKORNER / Universal.
- Mezclado por Matt Cropper.

℗ 2014 KIDinaKORNER/Interscope Records
On Top Of The World (Live From Red Rocks / 2014)
- Escrito por Dan Reynolds, Wayne Sermon, Ben McKee, Alexander Grant y Josh Mosser.
- Producido por Imagine Dragons y Alex Da Kid para KIDinaKORNER.
- Publicado por KIDinaKORNER / Universal, Songs of Universal, Inc. (BMI) o/b/o Alexander Grant.
- Mezclado por Matt Cropper.

℗ 2014 KIDinaKORNER/Interscope Records
Round And Round (Live From Red Rocks / 2014)
- Escrito por Dan Reynolds, Wayne Sermon, Ben McKee y Alexander Grant.
- Producido por Imagine Dragons y Alex Da Kid de KIDinaKORNER.
- Publicado por KIDinaKORNER / Universal, Songs of Universal, Inc. (BMI) o/b/o Alexander Grant.
- Mezclado por Keith Megna y Christopher Heller.

℗ 2014 KIDinaKORNER/Interscope Records
Amsterdam (Live From Red Rocks / 2014)
- Escrito por Dan Reynolds, Wayne Sermon y Ben McKee.
- Producido por Brandon Darner e Imagine Dragons.
- Publicado por KIDinaKORNER / Universal.
- Mezclado por Keith Megna y Christopher Heller.

℗ 2014 KIDinaKORNER/Interscope Records
Tiptoe (Live From Red Rocks / 2014)
- Escrito por Dan Reynolds, Wayne Sermon y Ben McKee.
- Producido por Imagine Dragons.
- Publicado por KIDinaKORNER / Universal.
- Mezclado por Keith Megna y Christopher Heller.

℗ 2014 KIDinaKORNER/Interscope Records
Cha-Ching (Till We Grow Older) (Live From Red Rocks / 2014)
- Escrito por Dan Reynolds, Wayne Sermon, Ben McKee y Clint Holgate.
- Producido por Imagine Dragons.
- Publicado por KIDinaKORNER / Universal.
- Mezclado por Keith Megna y Christopher Heller.

℗ 2014 KIDinaKORNER/Interscope Records
Rocks (Live From Red Rocks / 2014)
- Escrito por Dan Reynolds, Wayne Sermon y Ben McKee.
- Producido por Imagine Dragons.
- Publicado por KIDinaKORNER / Universal.
- Mezclado por Keith Megna y Christopher Heller.

℗ 2014 KIDinaKORNER/Interscope Records
Demons (Live From Red Rocks / 2014)
- Escrito por Dan Reynolds, Wayne Sermon, Ben McKee, Alexander Grant y Josh Mosser.
- Producido por Alex Da Kid para KIDinaKORNER.
- Publicado por KIDinaKORNER / Universal, Songs of Universal, Inc. (BMI) o/b/o Alexander Grant.
- Mezclado por Keith Megna y Christopher Heller.

℗ 2014 KIDinaKORNER/Interscope Records
Underdog (Live From Red Rocks / 2014)
- Escrito por Dan Reynolds, Wayne Sermon y Ben McKee.
- Producido por Imagine Dragons.
- Publicado por KIDinaKORNER / Universal.
- Mezclado por Keith Megna y Christopher Heller.

℗ 2014 KIDinaKORNER/Interscope Records
It's Time (Live From Red Rocks / 2014)
- Escrito por Dan Reynolds, Wayne Sermon y Ben McKee.
- Producido por Brandon Darner e Imagine Dragons.
- Publicado por KIDinaKORNER / Universal.
- Mezclado por Keith Megna y Christopher Heller.

℗ 2014 KIDinaKORNER/Interscope Records
It's Time (Live London Sessions / 2013)
- Escrito por Dan Reynolds, Wayne Sermon y Ben McKee.
- Producido por Brandon Darner e Imagine Dragons.
- Publicado por KIDinaKORNER / Universal.
- Grabado y Mezclado por Kevin Vanbergen en “Wendy House” (Londres, Reino Unido).

℗ 2013 KIDinaKORNER/Interscope Records
Radioactive (Live London Sessions / 2013)
- Escrito por Dan Reynolds, Wayne Sermon, Ben McKee, Alexander Grant y Josh Mosser.
- Producido por Alex Da Kid para KIDinaKORNER.
- Publicado por KIDinaKORNER / Universal, Songs of Universal, Inc. (BMI) o/b/o Alexander Grant.
- Grabado y Mezclado por Kevin Vanbergen en “Wendy House” (Londres, Reino Unido).

℗ 2013 KIDinaKORNER/Interscope Records
Demons (Live London Sessions / 2013)
- Escrito por Dan Reynolds, Wayne Sermon, Ben McKee, Alexander Grant y Josh Mosser.
- Producido por Alex Da Kid para KIDinaKORNER.
- Publicado por KIDinaKORNER / Universal, Songs of Universal, Inc. (BMI) o/b/o Alexander Grant.
- Grabado y Mezclado por Kevin Vanbergen en “Wendy House” (Londres, Reino Unido).

℗ 2013 KIDinaKORNER/Interscope Records
Disco 4: Remixes
Radioactive (Grouplove & Captain Cuts Remix)
- Remezclado por Grouplove y Captain Cuts.

℗ 2013 KIDinaKORNER/Interscope Records
It's Time (Passion Pit Remix)
- Remezclado por Passion Pit.

℗ 2012 KIDinaKORNER/Interscope Records
Demons (TELYKast Remix)
- Remezclado por TELIKast.

℗ 2021 KIDinaKORNER/Interscope Records
On Top Of The World (RAC Remix)
- Remezclado por RAC.

℗ 2013 KIDinaKORNER/Interscope Records
Hear Me (Spector Remix)
- Remezclado por Spector.

℗ 2013 KIDinaKORNER/Interscope Records
Radioactive (The Dirty Tees Remix)
- Remezclado por The Dirty Tees.

℗ 2013 KIDinaKORNER/Interscope Records
Demons (Imagine Dragons Remix)
- Remezclado por Imagine Dragons.

℗ 2013 KIDinaKORNER/Interscope Records
It's Time (Cherry Cherry Boom Boom Remix)
- Remezclado por Cherry Cherry Boom Boom.

℗ 2012 KIDinaKORNER/Interscope Records
Demons (Politik Remix)
- Remezclado por DJ Politik.

℗ 2013 KIDinaKORNER/Interscope Records
Demons (KIDinaKORNER Remix)
- Remezclado por Alex Da Kid, Jayson DeZuzio y Hygrade para KIDinaKORNER.

℗ 2013 KIDinaKORNER/Interscope Records
It's Time (Penguin Prison Remix)
- Remezclado por Penguin Prison.

℗ 2012 KIDinaKORNER/Interscope Records
It's Time (Kat Krazy Remix)
- Remezclado por Kat Krazy.

℗ 2012 KIDinaKORNER/Interscope Records
It's Time (JailBreaks Remix)
- Remezclado por JailBreaks.

℗ 2012 KIDinaKORNER/Interscope Records
It's Time (StunGun & JailBreaks Remix)
- Remezclado por StunGun y JailBreaks.

℗ 2012 KIDinaKORNER/Interscope Records
It's Time (Bastille Remix)
- Remezclado por Bastille.

℗ 2013 KIDinaKORNER/Interscope Records
It's Time (White Sea Remix)
- Remezclado por White Sea.

℗ 2012 KIDinaKORNER/Interscope Records
Imagine Dragons
- Dan Reynolds: Voz (en todas las canciones).
- Wayne Sermon: Guitarra (en todas las canciones) y Mandolina (en «It's Time»).
- Ben McKee: Bajo (en todas las canciones) y Sintetizador (en «Radioactive»).
- Daniel Platzman: Batería (excepto en «It's Time»), Caja de ritmos (en «Radioactive»  e «It's Time») y Viola (en «Nothing Left To Say / Rocks»).

Músicos Adicionales
- Andrew Tolman: Batería (en «It's Time», «Amsterdam», «Hear Me», «The River», «America», «Selene», «Cover Up», «I Don't Mind» y «Tokyo»).[n. 4]
- Brittany Tolman: Voz y Teclados (en «It's Time», «Amsterdam», «Hear Me», «The River», «America», «Selene», «Cover Up», «I Don't Mind» y «Tokyo»).

### Producción y Diseño
- Productor Ejecutivo: Alex Da Kid para KIDinaKORNER.
- Dirección de Arte y Diseño: Graphic Therapy, Nueva York.
- Portada: Evgenij Soloviev: Apachennov.
- Fotografía: Harper Smith.

## Listas
| Lista (2012–14)                         | Mejor posición |
| --------------------------------------- | -------------- |
| Australia (ARIA)                        | 4              |
| Austria (Ö3 Austria)                    | 8              |
| Bélgica (Ultratop flamenca)             | 31             |
| Bélgica (Ultratop valona)               | 25             |
| Canadá (Billboard Canadian Albums)      | 3              |
| Dinamarca (Hitlisten)                   | 22             |
| Países Bajos (Album Top 100)            | 3              |
| Finlandia (Suomen Virallinen Lista)     | 24             |
| Francia (SNEP)                          | 15             |
| Alemania (Media Control Charts)         | 6              |
| Irlanda (IRMA)                          | 3              |
| Italian Albums (FIMI)                   | 18             |
| Mexican Albums (AMPROFON)               | 3              |
| Nueva Zelanda (Recorded Music NZ)       | 5              |
| Noruega (VG-lista)                      | 3              |
| Polonia (ZPAV)                          | 44             |
| Portugal (AFP)                          | 5              |
| South African Albums (RISA)             | 17             |
| España (PROMUSICAE)                     | 19             |
| Suecia (Sverigetopplistan)              | 7              |
| Suiza (Schweizer Hitparade)             | 9              |
| Reino Unido (UK Albums Chart)           | 2              |
| Estados Unidos (Billboard 200)          | 2              |
| Estados Unidos (Top Rock Albums)        | 1              |
| Estados Unidos (Top Alternative Albums) | 1              |
| Estados Unidos (Top Catalog Albums)     | 1              |

| Lista (2012)                    | Posición |
| ------------------------------- | -------- |
| US Billboard 200                | 133      |
| US Billboard Alternative Albums | 21       |
| US Billboard Rock Albums Chart  | 36       |

| Lista (2013)                     | Posición |
| -------------------------------- | -------- |
| Australian Albums (ARIA)         | 21       |
| Canadian Albums (Billboard)      | 5        |
| Germany (Official German Charts) | 44       |
| Mexican Albums Chart             | 74       |
| Spain (PROMUSICAE)               | 49       |
| UK Albums (OCC)                  | 32       |
| US Billboard 200                 | 6        |
| US Billboard Alternative Albums  | 2        |
| US Billboard Rock Albums         | 2        |

| Lista (2014)                    | Posición |
| ------------------------------- | -------- |
| Australian Albums (ARIA)        | 32       |
| Belgium (Ultratop Flanders)     | 159      |
| Belgium (Ultratop Wallonia)     | 130      |
| Canadian Albums (Billboard)     | 13       |
| Dutch Albums (MegaCharts)       | 47       |
| Italian Albums Chart            | 57       |
| Mexican Albums Chart            | 23       |
| New Zealand (Recorded Music NZ) | 27       |
| UK Albums (OCC)                 | 38       |
| US Billboard 200                | 12       |
| US Billboard Alternative Albums | 2        |
| US Billboard Rock Albums        | 2        |

| Lista (2015)                | Posición |
| --------------------------- | -------- |
| Mexican Albums (AMPROFON)   | 78       |
| US Billboard 200            | 47       |
| US Billboard Catalog Albums | 3        |

## Certificaciones
| Territorio     | Organismo certificador                        | Certificación | Ventas certificadas | Simbolización | Ref.           |        |        |        |
| Europa         | Europa                                        | Europa        | Europa              | Europa        | Europa         | Europa | Europa | Europa |
| -------------- | --------------------------------------------- | ------------- | ------------------- | ------------- | -------------- | ------ | ------ | ------ |
| Austria        | IFPI Austria                                  | Platino       | 70,000^             | —             | [ 110 ]        |        |        |        |
| Francia        | SNEP                                          | Platino       | 100 ,000^           | —             | [ 111 ]        |        |        |        |
| Alemania       | BVMI                                          | Platino       | 100 ,000^           | —             | [ 112 ]        |        |        |        |
| Hungría        | Mahasz                                        | Platino       | 6,000x              | —             | [ 113 ]        |        |        |        |
| Italia         | FIMI                                          | Oro           | 30,000*             | —             | [ 114 ]        |        |        |        |
| Polonia        | ZPAV                                          | Platino       | 20,000*             | —             | [ 115 ]        |        |        |        |
| Portugal       | AFP                                           | Platino       | 15,000x             | —             | [ 116 ]        |        |        |        |
| España         | Promusicae                                    | Oro           | 20,000^             | —             | [ 117 ]        |        |        |        |
| Suecia         | GLF                                           | 2× Platino    | 80,000^             | —             | [ 118 ]        |        |        |        |
| Suiza          | IFPI Suiza                                    | Platino       | 20,000x             | —             | [ 119 ]        |        |        |        |
| Reino Unido    | BPI                                           | Platino       | 398,728             | —             | [ 120 ]        |        |        |        |
| América        |                                               |               |                     |               |                |        |        |        |
| Brasil         | ABPD                                          | Platino       | 40,000*             | —             | [ 121 ]        |        |        |        |
| Canadá         | Music Canada                                  | 3x Platino    | 240,000             | —             | [ 122 ]        |        |        |        |
| Chile          |                                               | Oro           | 5,000               | —             |                |        |        |        |
| Colombia       | lASINCOL                                      | Platino       | 10,000              | —             |                |        |        |        |
| México         | AMPROFON                                      | 2x Platino    | 120,000^            | —             | [ 123 ]        |        |        |        |
| Perú           |                                               | Oro           | 3 ,000              | —             |                |        |        |        |
| Estados Unidos | RIAA                                          | 7× Platino    | 7,000,000           | —             | [ 124 ] [ 36 ] |        |        |        |
| Australia      |                                               |               |                     |               |                |        |        |        |
| Australia      | ARIA                                          | Platino       | 70,000^             | —             | [ 125 ]        |        |        |        |
| Nueva Zelanda  | RIANZ                                         | Platino       | 15,000^             | —             | [ 126 ]        |        |        |        |
| Asia           |                                               |               |                     |               |                |        |        |        |
| Filipinas      | Philippine Association of the Record Industry | Oro           | 7,500^^             | —             | [ 127 ]        |        |        |        |

## Historial de lanzamientos
| País                            | Fecha                    | Formato             | Discográfica                    |
| ------------------------------- | ------------------------ | ------------------- | ------------------------------- |
| Canadá                          | 4 de septiembre de 2012  | CD Descarga digital | KIDinaKORNER Interscope Records |
| México                          | 4 de septiembre de 2012  | CD Descarga digital | KIDinaKORNER Interscope Records |
| Estados Unidos                  | 4 de septiembre de 2012  | CD Descarga digital | KIDinaKORNER Interscope Records |
| Australia                       | 7 de septiembre de 2012  | CD Descarga digital | Interscope Records              |
| Nueva Zelanda                   | 7 de septiembre de 2012  | CD Descarga digital | Interscope Records              |
| Alemania                        | 1 de febrero de 2013     | CD Descarga digital | Interscope Records              |
| Países Bajos                    | 1 de febrero de 2013     | CD Descarga digital | Interscope Records              |
| India                           | 1 de febrero de 2013     | CD Descarga digital | Interscope Records              |
| Brasil                          | 1 de febrero de 2013     | CD Descarga digital | Interscope Records              |
| Dinamarca                       | 1 de febrero de 2013     | CD Descarga digital | Interscope Records              |
| Francia                         | 1 de febrero de 2013     | CD Descarga digital | Interscope Records              |
| Italia                          | 1 de febrero de 2013     | CD Descarga digital | Interscope Records              |
| Rusia                           | 1 de febrero de 2013     | CD Descarga digital | Interscope Records              |
| Sudáfrica                       | 1 de febrero de 2013     | CD Descarga digital | Interscope Records              |
| España                          | 1 de febrero de 2013     | CD Descarga digital | Interscope Records              |
| Suiza                           | 1 de febrero de 2013     | CD Descarga digital | Interscope Records              |
| Reino Unido                     | 31 de marzo de 2013      | CD Descarga digital | Interscope Records              |
| Irlanda                         | 31 de marzo de 2013      | CD Descarga digital | Interscope Records              |
| China                           | 30 de abril de 2013      | CD                  | Universal Music Group           |
| Edición Deluxe                  |                          |                     |                                 |
| Australia                       | 1 de febrero de 2013     | Descarga digital    | Interscope Records              |
| Nueva Zelanda                   | 1 de febrero de 2013     | Descarga digital    | Interscope Records              |
| Estados Unidos                  | 12 de febrero de 2013    | Descarga digital    | KIDinaKORNER Interscope Records |
| Reino Unido                     | 19 de abril de 2013      | CD Descarga digital | Interscope Records              |
| Australia (Segunda Edición)     | 27 de septiembre de 2013 | Descarga Digital    | Interscope Records              |
| Nueva Zelanda (Segunda Edición) | 27 de septiembre de 2013 | Descarga Digital    | Interscope Records              |